# メイキエンジン
メイキエンジンとは、株式会社Willbe（ウィルビー）が製造・供給・販売する汎用ガソリンエンジンのブランド名である。
メイキエンジン事業の創業地は、三菱重工業の名古屋市中村区岩塚町の岩塚工場であったが、ここはかつて三菱重工業の名古屋機器製作所という組織であり、その三菱重工業社内での略称が「名機（メイキ）」であったことからそれをブランド名にしたものである。親会社たる三菱重工業の生産拠点集約に伴い、2019年より津島市に移転したが、商標及び社名はそのままとなっていた。
2024年3月29日に、三菱重工エンジン&ターボチャージャは保有株を名光精機に譲渡し、名光精機の完全子会社として株式会社Willbeに社名変更したが、ブランド名は維持された。

## 概要
『汎用エンジン』とは、自動車用エンジンなどと異なり農業機械などの作業機メーカーに供給される産業用エンジンを指す。4サイクルエンジンで同業のホンダは仕様をあまり増やさずに大量生産し、SUBARUのロビンエンジン（のちにヤマハへ譲渡）は建設機で優位であることに対し、メイキエンジンは農業機械での多品種少量生産分野での市場に優位性を保ってきた。また、2サイクルエンジンはエンジンと作業機の両方を製造する会社（キャプティブメーカ）ではなく、エンジン単体を作業機メーカに供給している（ノン・キャプティブ）。三菱重工メイキエンジンは日本国内向けにはエンジン単体と発動発電機のみを生産している。農機・各種作業機メーカーに供給されたエンジンは、ポンプや小型ガソリン耕うん機・管理機、動力噴霧器（動噴）、草刈機・刈払機、小型ガソリン除雪機などに広く採用されており、他社製造に関わるこれらの製品で「三菱マーク」や「メイキエンジン」の名称が見られることも多い。
個人がエンジンを購入して、自作の作業機に搭載することも技術的には不可能ではないが、作業機メーカーと事前に十分な検証を行ない、場合によってはオプションで部品を追加・変更して、当該作業機仕様のエンジンとして供給することとしている。

## 歴史
1940年に丸山康次郎がアメリカ合衆国から持ち込んだエンジンを、1946年（昭和21年）にシルバーピジョンの名のスクータと共に生産したことが始まりとされている。
2017年10月1日、三菱重工エンジン&ターボチャージャの子会社として三菱重工メイキエンジン株式会社が設立され、三菱重工エンジン&ターボチャージャと三菱重工エンジンシステムからメイキエンジン関連事業を移管・承継した。
2019年に、設計・製造の拠点を名古屋市から津島市に移転した。また、同年には名光精機が三菱重工メイキエンジンの株式の33%を取得し、経営に参画することとなった。
2023年3月1日、三菱重工業は三菱重工エンジン&ターボチャージャが保有する三菱重工メイキエンジンの株式67%を、2024年3月末をめどに名光精機に売却すると発表した。
2024年3月29日、名光精機が株式を全取得し完全子会社化。社名を三菱重工メイキエンジンからWillbeに変更した。

## シリーズ
- 2ストロークエンジン（排気量20 cc - 50 cc）
  - TBEシリーズ
  - TLEシリーズ
- 4ストロークエンジン（排気量80 cc - 400 cc）
  - GBシリーズ

各機種は、始動時のリコイルスターター操作力軽減のため、独自技術によるメカニカルデコンプ機構や、スプリングによる始動補助機構「ミラクルスタート」を装備している。